# Трускинов, Эрнст Валентинович
Эрнст Валентинович Трускинов (4 марта 1941 года — 24 февраля 2021 года) — советский и российский учёный, доктор биологических наук, ведущий научный сотрудник Всероссийского института растениеводства им. Н. И. Вавилова. Автор краеведческих книг, посвящённых Царскому Селу-Пушкину.

## Биография
В 1972 году защитил диссертацию на соискание ученой степени кандидата сельскохозяйственных наук по теме «Поражение мировой коллекции картофеля мозаичными вирусами и перспективы селекции на устойчивость к вирусу М». В 1997 году защитил диссертацию на соискание ученой степени доктора биологических наук по теме «Оздоровление от вирусных болезней как система сохранения мирового генофонда картофеля». Проживал в пригороде Санкт-Петербурга г. Пушкине.

## Публикации
Автор ряда статей по вопросам растениеводства, а также нескольких публицистических и исторических работ:
- Трускинов Э. В. Прогулки по Пушкину: размышления царскосела. — СПб.: «Genio Loci», 2007. — 285 с. (Переиздание: Трускинов Э. В. Прогулки по Пушкину: размышления царскосела. 2-е изд., испр. и доп. — СПб.: «Genio Loci», 2008. — 287 с.)
- Трускинов Э. В. Царское Село 300 лет спустя. — СПб.: «Genio Loci», 2012.
- Трускинов Э. В. Н. И. Вавилов. Драма жизни и смерти (литературно-публицистический очерк). — СПб.: «Папирус», 2006. — 47 с.
- Трускинов Э. В. Абрам Яковлевич Камераз. — СПб.: Изд-во ГНУ ГНЦ РФ ВИР, 2008. — 37 с.
- Трускинов Э. В., Рогозина Е. В. Оздоровление клоновой коллекции картофеля в культуре ткани // Физиология растений. — 1997. — Т. 44, № 3. — С. 432—439.
- Трускинов Э. В. Оздоровление картофеля от вирусных болезней методом культуры меристемных тканей // Сельскохозяйственная биология. — 1976. Т. 11. № 2. — С. 250.